# キックイン
キックインは、フットサルおよびビーチサッカーにおいて、試合を再開する手順のひとつである。サッカーでもかつて導入が検討されたことがあったが、色々と問題点があり、見送られた。

## キックインとなる条件
フットサルやビーチサッカーにおいて、フィールドの両側に引かれたタッチラインからボールが出てしまった場合、アウトオブプレーとなり試合が中断する。この場合、最後にボールに触れた選手が属するチームの相手側に、キックインの権利が与えられる。
フットサルは主に体育館などの屋内スペースで行われるため、ボールが天井に当たることもある。この場合は、ボールが天井に当たった地点に最も近いタッチライン上の位置から、キックインが行われる。

## 手順

### フットサルの場合
キックインの権利を得たチームから1名の選手が選択され、ボールが出た地点のタッチライン上にボールを静止させる。キックインの権利を得たチームの相手側選手は、その地点から5メートル以上離れなければならない。この状態で、4秒以内に選手はボールをフィールド内に足で蹴り入れる。これでインプレー（試合再開）となる。
キックインの際、軸足（蹴る側と逆の足）はタッチライン上、あるいはタッチラインの外に置かれなければならない。またキックインを行った選手は、他の選手がそのボールに触れるまでは、ボールに触れることができない。キックインしたボールが、他の選手に触れる前にゴールに入った場合、ゴールは認められない。
キックインの手順に誤りがあった場合、相手チームにキックインの権利が移る。ただし、他の選手がボールに触れる前にキックインを行った選手がボールに触れてしまった場合は、触れた位置で相手チームの間接フリーキックとなる。また5メートル以上離れないなど、キックインの進行を妨害した場合は、反スポーツ的行為として罰則の対象となる。

### ビーチサッカーの場合
ビーチサッカーでは、タッチラインから外に出た場合の再開方法はボールインバウンドと呼ばれ、スローインとキックインを選ぶことが出来る。ボールインバウンドの際に手でボールを掴んだ場合はスローインを選択したものとみなされ、キックインに切り替えることはできない（逆に足で扱った場合は、その時点でキックインを選択したとみなされる）。
キックインを選択した場合、手順はおおよそフットサルの場合と同じである。ただし、キックまでの時間が5秒以内である、ボールの静止位置はタッチライン上でなくすぐ外側でもよい、といった差異がある。また、他の選手がボールに触れる前にキックインを行った選手がボールに触れてしまった場合は、フィールド中央（仮想センターラインの中央）からの直接フリーキックとなる。

## サッカーにおける試行
サッカーにおいても、試合の展開をより早くすることを目的として、キックインのルールが試行されたことがあった。日本で開催された1993年のU-17 世界選手権では、スローインの代わりにキックインが用いられた。しかし様々な問題点があり、その後の大会などで採用されることはなかった。
現在でも、試合前のセレモニーとして来賓がキックインを行うことがある。フィールド内で試合開始を待つ選手に対し、センターラインとタッチラインの交点にボールを置き、センターサークルに向けてボールを蹴り入れる、といった手順が採られる。